# Manuel Antonio Bonilla Rebellón
Manuel Antonio Bonilla Rebellón (La Victoria, 21 de junio de 1872-Bogotá, 7 de abril de 1949) fue un escritor, poeta, y académico colombiano, miembro de número de la Academia Colombiana de la Lengua.

## Biografía
Desde temprana edad se trasladó a la ciudad de Cartago, donde realizó sus estudios y contrajo matrimonio. Participó en la Guerra de los mil días como secretario del General José Antonio Pinto. En el año de 1906 viajó a Ibagué, donde se inició en la academia como rector del Colegio San Simón y catedrático de varios colegios del Tolima. En dicha ciudad fundó además dos revistas: Tropical(1907- 1911) y Arte en Ibagué (1934-1946) y se desempeñó como Director de Educación departamental y Diputado a la Asamblea.
Vivió varios años en Bogotá, donde desempeñó importantes cargos como Representante a la Cámara por el Valle, Magistrado de la Corte de Cuentas, Jefe de impuestos sobre la Renta y Superintendente de Obras Públicas Nacionales. Además de estas dignidades, ejerció una importante actividad periodística en los principales diarios de la capital, bajo los seudónimos de Empédocles, Lope de Almeida y Atahualpa Pizarro. También dictó cátedras de Castellano y Literatura en la Escuela Militar de Cadetes General José María Córdova, en el Gimnasio Moderno, el Colegio Aragón; y de Castellano Superior en la Pontificia Universidad Javeriana.

### Premios
- Flor lis de plata (Cali, 1905) por su composición En la Rivera
- Primer Premio (Ibagué, 1910) por su poema Oda a España
- Premio de la Academia Colombiana de la Lengua (Bogotá, 1912) por su libro Caro y su obra
- Primer premio de la Academia Venezolana de la Lengua (Caracas, 1947) por su Ensayo sobre la gramática de Bello[1][2]

Sus poemas fueron publicados en revistas literarias y antologías y fueron compiladas en su Obra Poética. Al momento de su muerte dejó en preparación estudios gramáticos y literarios como: "Semblanzas", "Cuervo y su obra", "Discursos y estudios críticos", "Notas de Lenguaje" y "Obra poética".

### Obras
- Orientaciones literarias: lecciones de preceptiva literaria arregladas Escuela tipográfica salesiana, 1936 - 528 páginas ficha
- La palabra triunfante... Editorial Cromos, 1944 - 558 páginas ficha
- Caro y su obra Ministerio de Educación Nacional, 1947 - 308 páginas ficha
- Ensayo sobre la gramática de la lengua castellana de D. Andrés Bello Tipografía Americana, 1948 - 159 páginas ficha